# Diego Dublé Almeida

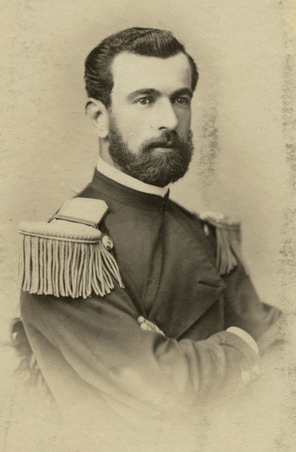
Diego Dublé Almeida, 1878

Diego Dublé Almeyda (* 1841 in Valparaíso; † 6. Mai 1922 in Santiago de Chile) war ein chilenischer General und Politiker.
Dublé besuchte die Colegio Shell y Miller und studierte ab 1857 an der Escuela Militar. 1860 trat er als Fähnrich der Artillerie in die Armee ein und war während des Spanisch-Südamerikanischen Krieges in den Garnisonen von Valparaíso und Caldera eingesetzt. 1865 nahm er an der Schlacht von Calderilla teil und wurde zum Leutnant befördert. 
1868 gehörte er zum Komitee für die Rückführung des Leichnams des Unabhängigkeitskämpfers Bernardo O’Higgins nach Chile. Er wurde dann Mathematikprofessor am Liceo  von Valparaíso. 1870 wurde er zum Sargento Mayor befördert, und ab 1872 war er Professor an der Escuela Militar.
Am 17. September 1874 wurde Dublé zum Gouverneur von Magallanes und Kommandanten der Truppen von Punta Arenas ernannt. Für die Rettung der Besatzung des havarierten Schiffes Doktor Hansen verlieh ihm der deutsche Kaiser Wilhelm I. 1875 das Offizierskreuz des Königlichen Kronenordens. In seiner Amtszeit kam es in Puntas Arenas zu einer Rebellion, bei der er schwer verletzt wurde.
1878 wurde Dublé Abteilungsleiter im Außenministerium. Im gleichen Jahr schickte man ihn als Geheimagent nach Argentinien. Dort stellte er sich jedoch den Behörden und wurde inhaftiert. In der Folge des Fierro-Sarratea-Paktes entkam er einer Hinrichtung und konnte nach Chile zurückkehren. Dort wurde er 1879 zum Oberstleutnant befördert und nahm am Salpeterkrieg teil. Er war zunächst Chef der Heeresverwaltung in Antofagasta, wurde dann Mitglied des Stabes und schließlich Stabschef der Ersten Division und nahm im November 1879 an der Schlacht von Dolores teil. 
Im April 1890 wurde er im Dorf Locumba von peruanischen Streitkräften gefangen genommen. Es gelang ihm, mit sechs seiner Leute zu fliehen, er wurde jedoch vor ein Kriegsgericht gestellt. Ein guter Anwalt, den sein Bruder Baldomero verpflichtet hatte, erreichte seine Rehabilitation. Er wurde in den Generalstab versetzt und nahm im Mai 1880 an Schlacht von Tacna teil. Im Herbst des Jahres wurde er Adjutant des Generals Manuel Baquedano González und wurde zum Oberstleutnant befördert.
Als Kommandant des Regiments Atacama nahm er 1881 in der Kampagne nach Lima teil und zeichnete sich in den Schlachten von Chorrillos und Miraflores aus. Er stieg zum Oberst auf und wurde zunächst Kommandant der Befestigungen von Valparaíso, im November der Brigada Cívica de Infantería von Atacama. Im Sommer 1882 wurde er Militärattaché im Außenministerium, 1887 Kommandant des Artillerieregiments der Marine in Valparaíso.
Ab 1889 war er Militärattaché in den chilenischen Botschaften von England und Deutschland. Dort wurde er vom chilenischen Bürgerkrieg überrascht, in dem er der Regierung des Präsidenten José Manuel Balmaceda treu blieb. Nach dem Sieg der Revolution kehrte er nach Chile zurück und widmete sich dort der Malerei, Musik und Übersetzung englischer Texte. 1908 ehrt ihn der Kongress mit der Beförderung zum General und der Verleihung des Titels Benemérito de la Patria.